# Лили-Роуз Деп
Лили-Роуз Деп е актриса и модел.

## Биография
Лили-Роуз Деп е родена на 27 май 1999 г. във Франция. Дъщеря е на северноамериканския актьор Джони Деп и на френската певица и актриса Ванеса Паради. В киното Лили-Роуз дебютира с участието си във филма „Бивни“ от 2014 г.
През 2023 г. играе Джоселин в сериала на Ейч Би О „Идолът“.

## Личен живот
Деп e бисексуална.
През 2015 г., в интервю за Ю Ес Ей Тъдей, тя споменава, че е част от ЛГБТКА (лесбийки, гей мъже, бисексуални, транссексуални, куиър и асексуални) общността.
От януари 2023 г. е във връзка с рапърката Даниел Балбуена, по-известна с псевдонима „070 Snake“.